# 衞昌績
衛昌績，字子久、號鐵峯、緘之，山西省澤州府陽城縣（今山西省陽城縣）人，清朝政治人物。同進士出身。
康熙四十五年（1706年），登三甲九名進士，改翰林院庶吉士。康熙四十八年，任翰林院編修。后升任檢討。雍正四年，任江南道監察御史、廣西學政。